# Андреев, Александр Вадимович
Александр Вадимович Андреев (28 мая 1937, Париж — 19 апреля 2016, Берн) — переводчик-синхронист, вывез в 1968 году из СССР рукопись «Архипелага ГУЛАГ».

## Биография
Родился в семье В. Л. Андреева и О. В. Черновой (приёмной дочери лидера эсеров), таким образом, внук Леонида Андреева с одной стороны и Виктора Чернова с другой. Войну пережил на острове Олерон, куда в 1940-м году семья выехала для летнего отдыха. В 1949 году его отца, Вадима Андреева, пригласили на работу переводчиком в ООН, и вся семья переехала в Нью-Йорк. В Нью-Йорке учился в Коллегиальной школе, старейшей частной школе в Америке, окончил в 1955 году.  В 1955—1959 годах учился в Колумбийском университете (Нью-Йорк) и окончил его со степенью бакалавра искусств. Затем окончил Институт Международных исследований (Institute of International Studies, 1959—1962). Прошёл службу во французской армии.
В области синхронного перевода ученик и преемник К. Я. Андроникова.
В 1960—1961 годах переводчик ООН в Нью-Йорке.
С 1961 по 1967 работал переводчиком по найму в различных международных организациях (ООН, Международная организация труда, Всемирная метеорологическая организация, Всемирная организация здравоохранения, Международный союз электросвязи).
С 1967 по 1983 год служил в ЮНЕСКО (Париж) синхронным переводчиком. Был полноценно трехъязычным человеком, что, по мнению коллег, было весьма редким явлением. 
В июне 1968 года вывез из Советского Союза рукопись книги А. И. Солженицына «Архипелаг ГУЛАГ». В пятом дополнении к мемуарам «Бодался телёнок с дубом» («Невидимки») А. И. Солженицын упоминает Александра Андреева среди своих 117 тайных помощников, помогавших ему размножать, хранить, прятать, перевозить рукописи и материалы к ним.
После первого развода попал в психиатрический корпус большой парижской больницы.
С 1984 года начальник русской службы переводов ЮНЕСКО в Париже.
Член Международной ассоциации синхронистов (устных переводчиков).
Жил в Швейцарии. В состоянии депрессии покончил с собой — утопился в горной реке недалеко от собственного дома в Берне.

## Семья
- Первая жена — Юдифь, клавесинистка из Нью-Йорка[1].
  - Дочь — ?[1].
  - Дочь — ?[1].
- Вторая жена — Розалия Иосифовна Лемперт (5 декабря 1947, Львов — 27 апреля 2012, Париж), журналистка, переводчица. С 1957 жила в Польше. В 1967 приехала с родителями во Францию. С 1967 года работала в системе ООН в Женеве и в ЮНЕСКО в Париже. Сотрудничала с газетой «Русская мысль», где вела рубрику «Приятного аппетита»[4].
  - Ребёнок — ?[1].
- Третья жена — германоязычная синхронная переводчица из Швейцарии.
  - Дочь — ?[1].
- Сестра — Ольга Вадимовна Андреева-Карлайл (р. 22 января 1930, Париж) — художница, литератор, журналистка, переводчица, в том числе в 1960—1970-е переводила на английский «В круге первом» и «Архипелаг ГУЛАГ» Солженицына, после чего у неё был затяжной конфликт с этим автором[5].